# Rawand Dilsher Taher
Rawand Dilsher Taher (26. maj 1987 - 7. december 2015) var en dansk-kurdisk terrorist, og sandsynligvis den højest rangerende danske statsborger i terrororganisationen Islamisk Stat.
Familien har kurdisk baggrund og stammer oprindeligt fra Arbil i Irak. I 1988, da Taher var et år gammel, flygtede forældrene med ham 
og hans tre søskende til Danmark. Taher voksede op ved 
Blågårds Plads på Nørrebro og dimitterede fra Frederiksberg Gymnasium i 2006. På gymnasiet gik han i klasse 
med Basil Hassan, der siden 2013 har været internationalt efterlyst for 
et forsøg på at dræbe Lars Hedegaard ved et 
attentat. Taher studerede videre ved maskinmesterskolen i København og blev uddannet som maskinmester i 2012.
Som teenager var Taher begyndt at komme i Taiba-moskeen i 
Heimdalsgade på Nørrebro. I efteråret 2014 kom han i konflikt med en 
gruppe mennesker i miljøet omkring moskeen, og samtidig havde han ikke 
længere noget fast arbejde i Danmark. Omkring nytår 2015 fortalte han 
til venner, at han og hans kone ville rejse til Tyrkiet for at arbejde, 
men i 2015 ringede han til sin familie og fortalte, at han befandt sig i 
Raqqa i Syrien hos Islamisk Stat. Forældrene var knust, men Taher steg 
hurtigt i hierarkiet i den militante islamistiske organisation og blev 
aktiv i dens hemmelige sikkerhedstjeneste Emni.
Den 7. december 2015 blev han dræbt af et amerikansk 
Hellfire-missil affyret fra en drone udenfor Raqqa.
USA bekræftede efterfølgende, at angrebet ikke var tilfældigt, men 
at missionen var personligt rettet imod Taher. 
Pentagon hævdede, at Taher var et betroet medlem 
af Islamisk Stat, der var tilknyttet organisationens ledelse, og bl.a. 
stod for håndtering og viderebringelse af penge og udstyr. Ifølge den 
syriske aktivistgruppe "Raqqa is Being Slaughtered Silently" var Taher i 
ledtog med den del af Islamisk Stat, der planlagde og udførte 
terrorangrebene i Paris november 2015, der kostede 130 personer 
livet. Taher havde ifølge oplysninger fra 
Politiken kontakt med flere af gerningsmændene til dette angreb, 
mens de opholdt sig i og omkring Paris i dagene forinden.